# پسااثبات‌گرایی
پسااثبات‌گرایی یا پساتجربه‌گرایی، یک فرانظریه است که اثبات‌گرایی را نقد و اصلاح می‌کند و بر نظریه‌ها و عملکردها در سراسر فلسفه، علوم اجتماعی و مدل‌های مختلف تحقیق علمی تأثیر گذاشته‌است. در حالی که اثبات‌گرایان بر استقلال بین محقق و شخص (یا شی) مورد تحقیق تأکید می‌کنند، پسااثبات‌گرایان استدلال می‌کنند که نظریه‌ها، فرضیه‌ها، دانش پیشینه و ارزش‌های محقق می‌تواند بر آنچه مشاهده می‌شود تأثیر بگذارد. پسااثبات‌گرایان با شناخت تأثیرات احتمالی سوگیری‌ها، عینیت را دنبال می‌کنند. در حالی که اثبات‌گرایان بر روش‌های کمی تأکید دارند، پسا اثبات‌گرایان هر دو روش کمی و کیفی را رویکردهای معتبری می‌دانند.

## فلسفه

### معرفت‌شناسی
پسااثبات‌گراها بر این باورند که دانش بشری بر اساس ارزیابی‌های پیشینی یک فرد عینی نیست، بلکه بر حدسهای انسانی استوار است. از آنجایی که دانش بشری به‌طور اجتناب‌ناپذیر حدسی است، ادعای این حدس‌ها تضمین می‌شود، یا به‌طور خاص، با مجموعه‌ای از حکم‌ها توجیه می‌شوند که می‌توانند در پرتو تحقیقات بیشتر اصلاح یا لغو شوند. با این حال، پسااثبات‌گرایی شکلی از نسبی‌گرایی نیست و به‌طور کلی ایده حقیقت عینی را حفظ می‌کند.

### هستی‌شناسی
پسااثبات‌گراها معتقدند که یک واقعیت وجود دارد، اما بر خلاف اثبات‌گراها، آنها معتقدند که واقعیت را می‌توان فقط به‌طور ناقص شناخت. پسااثبات‌گراها نیز در شکل‌گیری درک و تعریف خود از واقعیت از ساخت‌گرایی اجتماعی استفاده می‌کنند.

### ارزش‌شناسی
در حالی که اثبات‌گراها بر این باورند که پژوهش بدون ارزش یا بی‌ارزش است یا می‌تواند باشد، پسااثبات‌گرایان این موضع را اتخاذ می‌کنند که سوگیری نامطلوب اما اجتناب‌ناپذیر است و بنابراین محقق باید برای کشف و تلاش برای اصلاح آن تلاش کند. اثبات‌گراها تلاش می‌کنند تا بفهمند ارزش‌ها و باورها چگونه بر تحقیقاتشان تأثیر گذاشته‌است، این تلاش، از جمله از طریق انتخاب معیارها، جمعیت‌ها، سؤالات، و تعاریف، و همچنین از طریق تفسیر و تحلیل کارشان انجام می‌شود.

## تاریخ
مورخان دو نوع اثبات‌گرایی را شناسایی می‌کنند: اثبات‌گرایی کلاسیک، یک سنت تجربی که برای اولین بار توسط هانری دو سن سیمون و آگوست کنت در نیمه اول قرن نوزدهم توصیف شد، و اثبات‌گرایی منطقی، که خیلی مرتبط به حلقه وین، در وین، اتریش، در دهه ۱۹۲۰ و ۱۹۳۰ تشکیل شد. پسااثبات‌گرایی نامی است که دی‌سی فیلیپس به گروهی از نقدها و اصلاحات داده‌است که برای هر دو شکل اثبات‌گرایی اعمال می‌شود.
یکی از اولین متفکرانی که اثبات‌گرایی منطقی را نقد کرد کارل پوپر بود. او به جای ایده اثبات‌گرایان منطقی، راستی آزمایی، ایده ابطال را پیش برد. ابطال‌گرایی استدلال می‌کند که تأیید درستی باورهای کلی‌ها یا غیرقابل مشاهده‌ها غیرممکن است، اگرچه می‌توان باورهای نادرست را رد کرد، اگر به گونه‌ای بیان شوند که ابطال شوند. به توماس کوهن اعتبار داده می‌شود که فلسفه علم پساتجربه‌گرایی را رایج کرده و حداقل تا حدی منشأ آن بوده‌است. ایده کوهن از تغییرات پارادایم نقد گسترده‌تری از اثبات‌گرایی منطقی ارائه می‌کند و استدلال می‌کند که این صرفاً نظریه‌های فردی نیست، بلکه کل جهان‌بینی است که باید گه‌گاه در پاسخ به شواهد تغییر کند.
پسااثبات‌گرایی رد روش علمی نیست، بلکه اصلاح اثبات‌گرایی برای پاسخگویی به این انتقادات است. این مفروضات اساسی پوزیتیویسم را مجدداً معرفی می‌کند: امکان و مطلوبیت حقیقت عینی، و استفاده از روش‌شناسی تجربی. کارهای فیلسوفان نانسی کارترایت و ایان هکینگ نماینده این ایده‌ها هستند.
پسااثبات‌گرایی از این نوع در راهنمای علوم اجتماعی به روش‌های تحقیق شرح داده شده‌است.

## ساختار یک نظریه پسااثبات‌گرا
رابرت دوبین مؤلفه‌های اساسی یک نظریه پسااثبات‌گرا را اینگونه توصیف می‌کند که از «واحدها» یا ایده‌ها و موضوعات مورد علاقه، «قوانین تعامل» بین واحدها و توصیف «مرزهای» نظریه تشکیل شده‌است. یک نظریه پسااثبات‌گرا همچنین شامل «شاخص‌های تجربی» برای اتصال نظریه به پدیده‌های قابل مشاهده و فرضیه‌هایی است که با استفاده از روش علمی قابل آزمایش هستند.
به گفته توماس کوهن، یک نظریه پسااثبات‌گرایی را می‌توان بر اساس این که آیا «دقیق»، «سازگار»، «دارای دامنه وسیع»، «مصرف» و «مثمر» است ارزیابی کرد.

## انتشارات اصلی
- کارل پوپر (1934) منطق تحقیق، به انگلیسی با عنوان منطق کشف علمی (۱۹۵۹) بازنویسی شد.
- توماس کوهن (۱۹۶۲) ساختار انقلاب‌های علمی
- کارل پوپر (۱۹۶۳) حدس و گمان‌ها و ابطال‌ها
- ایان هک (۱۹۸۳) نمایندگی و مداخله
- اندرو پیکرینگ (۱۹۸۴) ساخت کوارک‌ها
- پیتر گالیسون (۱۹۸۷) چگونه آزمایش‌ها به پایان می‌رسد
- نانسی کارترایت (۱۹۸۹) ظرفیت‌های طبیعت و اندازه‌گیری آنها

## یادداشت
1. 1 2 3 4 5
2. ↑  "Auguste Comte". Sociology Guide. Archived from the original on 7 September 2008. Retrieved 2 October 2008.
3. ↑  Thomas, David 1979 Naturalism and social sciences, ch. Paradigms and social science, p.161
4. ↑  Trochim, William. "Social Research Methods Knowledge Base". socialresearchmethods.net.